# Rissoina gigantea
Rissoina gigantea is een slakkensoort uit de familie van de Rissoidae. De wetenschappelijke naam van de soort is voor het eerst geldig gepubliceerd in 1848 door Deshayes.